# پاشش میان‌مدی
در ارتباطات فیبر نوری، پاشش میان‌مُدی (به انگلیسی: intramodal dispersion)، نوعی از پاشش است که در یک فیبر نوری تک‌مُد رخ می‌دهد. این سازوکار پاشش نتیجه خواص مواد فیبر نوری است و هم برای فیبرهای تک‌مُد و هم چندمُد اعمال می‌شود. دو نوع متمایز از پاشش میان‌مُدی عبارتند از: پاشش رنگی و پاشش مُد قطبش.

## پاشش رنگی
در سیلیس، ضریب شکست به طول‌موج وابسته است؛ بنابراین، طول‌موج‌های مختلف با سرعت‌های مختلف در فیبر نوری حرکت می‌کنند. این بدان معناست که یک پالس با اِف‌دبلیواِچ‌اِم پهن‌تر، بیشتر از یک پالس با اِف‌دبلیواِچ‌اِم باریک‌تر پخش می‌شود. این پاشش، هم پهنای‌باند و هم مسافتی را که اطلاعات می‌توانند منتقل شوند، محدود می‌کند. به همین دلیل است که برای پیوندهای ارتباطی طولانی، استفاده از لیزری با پهنای‌خط بسیار باریک مطلوب است. لیزرهای بازخورد توزیع‌شده (DFB) برای ارتباطات محبوب هستند زیرا دارای یک مُد طولی تَک با پهنای خط بسیار باریک هستند.